# Entsorgungsfachbetrieb
Der Begriff Entsorgungsfachbetrieb kurz auch EfB wird in § 56 Abs. 2 des Kreislaufwirtschaftsgesetzes (KrWG) legaldefiniert. Die Anforderungen an Entsorgungsfachbetriebe ergeben sich aus der Entsorgungsfachbetriebeverordnung (EfbV). Nur besonders qualifizierte Betriebe, die definierte Voraussetzungen erfüllen, können Entsorgungsfachbetrieb werden. Es kann der ganze oder nur ein Teil des Betriebs als Entsorgungsfachbetrieb gelten. Ein Betrieb – oder Teile davon – darf sich nicht Entsorgungsfachbetrieb nennen oder ein Überwachungszeichen führen, wenn er das Überwachungszertifikat nicht besitzt.

## Anforderungen
Entsorgungsfachbetrieb im Sinne der EfbV kann ein Betrieb werden, der folgende Anforderungen erfüllt:
- Der Betrieb muss gewerbsmäßig oder im Rahmen wirtschaftlicher Unternehmen oder öffentlicher Einrichtungen Abfälle einsammeln, befördern, lagern, behandeln, verwerten oder beseitigen und
- in der Lage sein, eine oder mehrere dieser Tätigkeiten selbständig auf Grund seiner organisatorischen, personellen und technischen Ausstattung wahrzunehmen und
- hinsichtlich einer oder mehrerer dieser Tätigkeiten, die in der EfbV genannten Anforderungen an Organisation, Ausstattung und Tätigkeit sowie an die Zuverlässigkeit, Fach- und Sachkunde des Inhabers und der im Betrieb beschäftigten Personen erfüllen.

## Umfang
Soll nicht der ganze Betrieb als Entsorgungsfachbetrieb gelten, kann auch nur ein Teil eines Unternehmens, der die Anforderungen erfüllt, als Entsorgungsfachbetrieb zertifiziert werden. Die Fachbetriebstätigkeiten können beschränkt werden auf
- bestimmte Abfallarten oder Abfälle aus bestimmten Herkunftsbereichen,
- bestimmte Verwertungs- oder Beseitigungsverfahren oder
- bestimmte Standorte.

## Verwendungsverbot
Die Verwendung der Bezeichnung „Entsorgungsfachbetrieb“ ist verboten, wenn der Betrieb nicht das erforderliche Zertifikat besitzt (§ 56 Absatz 4 Satz 2 KrWG). Dieses muss ein wirksames Überwachungszertifikat einer technischen Überwachungsorganisation nach § 56 Absatz 5 KrWG oder einer nach § 56 Absatz 6 KrWG anerkannten Entsorgergemeinschaft sein.
Dieses Verbot gilt auch ausdrücklich für einzelne Standorte, Anlagen oder Tätigkeiten. Insofern z. B. das Zertifikat für das Sammeln von Abfällen vorliegt, darf es vom gleichen Betrieb nicht für die Tätigkeit der Verwertung verwendet werden. Hat dieser Betrieb mehrere Standorte oder Anlagen, dürfen nur die konkret zertifizierten Einheiten das Zertifikat benutzen.
Auch die Verwendung des Überwachungszeichens einer technischen Überwachungsorganisation ist verboten, wenn der Betrieb nicht das erforderliche Überwachungszertifikat besitzt.

## Vorteile
Neben den Qualifizierungskosten des Betriebspersonals entstehen dem Betrieb auch Zertifizierungs- und Überwachungskosten zur Erlangung des Zertifikats. Allerdings stehen dem auch einige Vorteile gegenüber. Hierzu gehören z. B. das privilegierte Nachweisverfahren oder Wettbewerbsvorteile.
Zur Überwachung der Entsorgung von gefährlichen Abfällen (bis 31. Januar 2007: besonders überwachungsbedürftige Abfälle) ist ein elektronischer Entsorgungsnachweis zur Vorabkontrolle der Zulässigkeit der Entsorgung auszustellen. Ein Entsorgungsfachbetrieb gilt als ein besonders zuverlässiger und qualifizierter Betrieb. Dieser kann den Entsorgungsnachweis im sog. Privilegiertenverfahren, d. h. ohne vorherige behördliche Zustimmung, ausstellen und nutzen.
Durch das Verwendungsverbot werden die zertifizierten Betriebe besonders geschützt und genießen hierdurch Wettbewerbsvorteile. Öffentliche Auftraggeber stellen in Ausschreibungen von öffentlichen Aufträgen besondere Qualifikationsanforderungen an die Bewerber. Hierzu gehört in der Kreislaufwirtschaft regelmäßig der Entsorgungsfachbetrieb.